# Heath Wood
Il cimitero a tumuli di Heath Wood è un sito funerario vichingo presso Ingleby, Derbyshire.

## Descrizione
Heath Wood contiene una serie di 59 tumuli ed è un luogo di sepoltura vichinga vicino Ingleby, Derbyshire. La sua particolarità è che si tratta dell'unico luogo conosciuto di cremazione scandinava nelle isole britanniche. Si ritiene sia un cimitero della Grande armata danese, che giunse in Inghilterra tra l'873 e l'878 d.C. I primi scavi scoprirono che alcuni dei tumuli erano vuoti cenotafio dove presumibilmente il corpo non era mai stato allocato.
Uno scavo nel 2004 ha permesso il ritrovamento di un certo numero di reperti che sono stati esposti nel Derby Museum and Art Gallery. Si ritiene che questi resti siano della stessa epoca delle sepolture scoperte nella vicina Repton; queste ultime, però, non sono cremazioni .